# 字母小姐
字母小姐為在香港轟動一時的桃色騙案，錢志明於1980年代至1990年代利用不同化名，扮演扯皮條、電影編導及富家公子等多種身份，以優厚片約、房車及金錢等利誘女藝人發生性行為，多名女藝人被偷拍裸照及遭到勒索，有受害人不甘受騙，於1990年8月13日報警，事件揭發後震驚全香港。　
案件於1991年開審時，法庭為了保護受害人身份，頒令傳媒不得披露受害人資料，香港傳媒於是以A、B、C、D、E、X小姐稱呼6名女證人，此案件因而得名。最終錢志明被控告11項罪名，包括偷竊、勒索、詐騙、恐嚇及誘使他人發生性行為，被判處入獄47個月。宣判前，他自稱曾經與50至70名女藝人發生性行為，當中約一半為選美參賽者。

## 開審
1991年7月22日，案件於灣仔區域法院開審，被告錢志明在案件前已經有4宗前科，包括恐嚇勒索、偷竊、藏械、刑事毀壞及打架罪，他否認11項控罪。
期間，法庭內出現大批市民列席，希望中睹案中女藝人的身份。前亞洲電視女藝人區凱鈴入座後，被揭發暗中錄音，結果被主審女法官陳素嫻即時判處藐視法庭罪成，下令扣押於法庭羈留室1小時及充公錄音帶。
受害女藝人反應各異，部分戴上墨鏡、壓低嗓子、披上頭巾，需要使用屏風遮面，惟她們的身分呼之欲出。其中一名半紅不黑的亞洲電視女藝人公開以性感姿態，接受香港傳媒訪問，傳媒隨後以隱晦手法報道她在案件中的角色。　
在案件中，錢志明分別扮演「Philip Yip」、「Sam Yip」、「葉先生」、「韓先生」及「Chris Chin」等身分，設局引誘女藝人上當。

### A小姐
在各證人中，A小姐身份較為人熟知，案件期間曾接受多份報章採訪。據她供詞自述，她曾任教幼稚園、參加麗的電視藝員訓練班而成為藝員、曾開設時裝店。1988年8月，她突然收到一名自稱為「Sam Yip」（葉先生）的神秘男子電話，聲稱可為她介紹性交易，她聲稱過往從未以性賺取酬勞，但當時有感時裝生意一般，星運平平，當晚便在啟德機場附近的酒店，與一名自稱為「Chris Chin」（錢先生）的男子接洽，並於旺角一間廉價酒店發生關係。
錢先生事後說會給她10萬元，記下她的銀行戶口，但她回家時發現銀包內有800元不翼而飛，又想到「錢先生」選擇平價酒店，懷疑自己受騙。數日後，「葉先生」致電給她，說她當晚上床情況已被拍照，勒索15000元，A小姐只好付上金錢，往後亦多借錢給「葉先生」。
1989年3月，「葉先生」再次來電，指「錢先生」有收藏裸照習慣，要求A小姐再拍一輯裸照，A小姐於是與「錢先生」在灣仔另一間廉價酒店發生性行為，被拍下兩張裸照。往後「葉先生」又說，「錢先生」週轉不靈，要求A小姐支付14萬元，並說「錢先生」過去曾參與一宗重大案件，擁有很多隨從。「葉先生」此後亦安排她在不同場合「陪老闆」。A小姐說，自己因一時貪念而被人勒索，與兄長因金錢問題起爭執，曾萌生自殺之念。
當時辯方大律師艾勤賢質疑，A小姐接了一個陌生人電話後，以極短時間決定以及進行性交易，反映「葉先生」根本是她熟悉的「皮條客」，並指她實際上是一名妓女。他亦質疑A小姐出庭，是希望塑造一個類似麥當娜的壞女孩形象。
A小姐否認，她說自己只是怕事才沒有報警，又曾聽過娛樂圈可透過性服務賺取巨款，信以為真，結果被騙；這宗案件亦無助她的星運，出庭只是為了說出真相。A小姐作供期間，犯人欄的錢志明突然笑了。

### B小姐
A小姐作供後，緊接由B小姐作供。她1989年參加一個選美比賽而晉身娛樂圈，1990年7月在家中接獲一名自稱Patrick Yip（葉先生）的男子電話，對方說會介紹一名老闆的兒子給她，只要求口交，可得5萬元肉金。B小姐指自己曾感到害怕，但對方說在娛樂圈中，如沒有私家車及物業，會被人看低。B小姐接受交易，與一名自稱姓韓的「富家子弟」，前往一間時鐘酒店進行性行為。
期間，「韓先生」曾開出空頭支票，詐稱可提供10萬元現金、房車、200萬元單位、附屬金卡，B小姐洗澡亦被拍下裸照，期間B小姐雖然反抗，但「韓先生」指：「合作些，不要令我不高興！」
「葉先生」之後向B小姐說，是「韓先生」串謀欺騙她，並向她罵以粗言穢語。自此B小姐再沒有與「葉先生」聯絡。
「字母小姐案」的審訊，吸引大批市民旁聽，其中B小姐獲法官批准作供時以用屏風遮面。

### C小姐
第三名作供的C小姐，作供時指1990年8月，參加電視台選美比賽綵排時，一名自稱「Philip Yeung」的陌生男子致電給她，自稱是嘉禾電影製作公司的職員，問她是否渴望拍戲，並介紹一名很富有的韓姓商人與她認識。來電者說，若肯為商人口交，每次可得酬勞5萬元。當C小姐將信將疑時，「Philip Yeung」詐稱自己是中間人，還多次要求C小姐給他佣金，並教她用「韓先生」的金卡購買物件後套現，給他回佣，令交易更加逼真。C小姐最終應約。
離開酒店十分鐘後，Philip Yeung便致電告訴她，她已被拍下裸照，要付五萬元贖金，她同時發現遺失了信用卡，遭人提款5000元。C小姐即時報警，宣稱被人勒索、恐嚇及偷竊。但她不能肯定，「楊氏」與「韓氏」到底是否同一人，亦未能即時提供他們的詳細資料。

### D小姐及E小姐
在多日審訊後，到D小姐作供時。她承認是選美出身，但聲稱案發前仍是處女。1990年8月12日，她在家中接到一名叫Patrick Leung的男子電話，對方自稱是嘉禾電影製作公司編導。Patrick稱有老闆在雜誌上看上她，願意出80萬元高薪請她拍電影，亦希望她去應酬一番。D小姐因害怕，決定找E小姐一同赴會，兩人進入酒店後，曾查看房內有否偷錄裝置。
自稱姓韓的男子到場，聲稱會找她倆拍一部喜劇，男主角可能是劉德華或周星馳，兩人於是為該老闆口交；韓老闆又要求性交，還說自己不育，毋須擔心懷疑，D小姐拒絕，但E小姐答允。完事後，E小姐懷疑受騙，要求「韓氏」與她們一起前往警署。
1990年8月13日，3人乘的士到跑馬地警署門外。D小姐及E小姐與「錢老闆」下車，其中一女向警員聲稱要報警，但與同行友人商量後決定放棄，警方當時抄下3人資料。警方事後發現事件不尋常，欲跟進事件作調查，卻發現男子的住址，是一個建築地盤，電話無法接通。
兩天後，之前報警的女子，回到警署，正式報警求助，警方正式展開調查，繼而接觸多名懷疑受騙的娛樂圈女子，並揭發了這宗轟動案件。
D小姐在庭上供稱，她相信被告會給她優厚片約，才為他口交。辯方律師艾勤賢質疑：「你們在酒店因錢銀問題而發生爭論時，E小姐曾致電，佯稱叫對方『班齊人馬』在酒店大堂等候？」D小姐答：「我沒有聽到，如果真是『班齊人馬』，我們兩個無知少女又怎會到警署嘗試報警？」
艾又說：「你們要求驅車前往警署，目的是逼被告付錢？」Ｄ小姐否認，艾於是問：「在的士中被告付給你們2000元？」D小姐說：「你怎知他有多少錢？」艾答：「幸運地，我並不在的士內……」公眾席傳來笑聲。Ｄ小姐之後說：「在酒店內，被告向我們透露，因為他沒有小額紙幣，故不能付房租，他還打開了他的銀包讓我們看……」她續稱：「他根本無錢付房租，又怎會有2000元給我們？」
E小姐作供時，對做愛情況毫不避諱，據報作供時相當仔細及傳神，並指她與被告口交時，發現他狀態不正常。

### X小姐
最後，又一名被稱為X小姐的女證人作供。她指，1986年11月接獲一名叫Patrick的男子電話，被介紹與一名叫Ronald的男子發生關係，事後可獲5萬元，她亦被拍下裸照。她後來知道自己受騙，但因為當時感到太寂寞，於是與Ronald同居。她指Ronald常虐待她，1個多月後，她發現Ronald身份證上的中文名稱，叫錢志明。據她供詞稱，錢志明利用傳呼機找別人時，經常用上Patrick、Sam Yip及Chris等名字。

## 審結
審至結案階段，辯方集中為被告洗脫與A小姐有關的罪名，並指A小姐如同妓女，證供值得質疑，如辯方所述，錢有人格分裂及妄想症的問題，以此作為求情理由。控方反駁，各證人的供詞片段看似零碎，但組合後仍相當完整。錢志明在判決前曾向傳媒強調，與證人的關係純粹是妓女與嫖客。
錢志明被判入獄47個月。女法官指出，被告一人分飾多角，用行騙手法與受害人接觸，利用她們的心態來獲取性服務，反映他是聰明人，而不是有人格分裂及妄想症。

## 後續
錢志明出獄之時，大批傳媒蜂擁到大嶼山一所監獄，務求拍得他的照片。期間，有報章曾經帶他上報館車，希望求得獨家訪問，混亂之際，有記者聲稱被該輛汽車輾傷，要求對方下車；香港娛樂節目主持人查小欣事後稱，自己當時頂著仍未關上的車，並說：「我懷孕三個月，你想怎樣？」
據查小欣2004年6月所述，已結業、由黃玉郎投資的《清新週刊》，1987年正在追訪一位候選香港小姐佳麗與城中富家公子拍拖的新聞。曾有一名姓葉的陌生男人致電報道，說可以帶記者到該名佳麗的住所去拍攝，相約於銅鑼灣嘉賓酒樓門外見。「葉先生」當時駕駛一輛日本小房車，憑車牌相認，然後前往一個元朗圍村，途中他讓記者打開標板旁的抽屜，內有一面相簿，藏有多名女藝人的裸照，背景全是時鐘酒店。
該次會面不久後，他開始向雜誌出售該批裸照，但記者認為照片中人名氣不足，「葉先生」於是拿出一張單行紙，上面寫上28個女星名字，其中包括一名當時知名度甚高的女明星和電視女藝人，他又說一共有50個名字，願意作價50萬元全部賣給雜誌。
《清新週刊》投資人黃玉郎當時說：「50萬不是問題，但切莫被騙，你預備是一次過付款，還是分期？何時付款？會不會回個低點的價給他？」該雜誌最後決定不買相，擔心影響雜誌形像。此後，「葉先生」又曾致電查小欣，披露被警方搜查，不久後，錢志明被捕消息傳遍香港，查小欣始知「葉先生」叫錢志明。
錢志明出獄後，曾開價100至200萬元，出售他的故事，並指即使裸照已被沒收，但他仍可自行演出，又說希望開拍電影，講述鮮為人知的內幕，據說已進入籌備階段，但電影即時引起娛樂圈杯葛。成龍於報上指責：「誰開拍這部戲，就是跟整個演藝界為敵！」電影亦宣告難產。
1997年至1999年間，他再次三度牽涉入風化案而惹官非，分別涉嫌迷姦女文員、女模特兒及一名歡場女子，但各項指控最終都罪名不成立而得以脫身。
錢志明1994年出獄後轉行任職的士司機，並租住土瓜灣馬頭角道一個分租房間。2002年前年因超速被拍下快相，錢報稱自己當時是司機，2004年中被控，他否認一項超速駕駛罪，但終被裁定罪成，罰款1000元。據當時傳媒形容，錢志明「發福」不少，上庭時戴鴨舌帽遮掩禿頭，對記者甚為抗拒，離庭更借友人外套把上半身緊緊裹住，避免樣貌被攝。

## 相關流行文化

### 改編劇集
無綫電視
重案傳真 - 單元一 (1992年): 羅國輝 (已故前練馬師羅國洲的胞兄) 飾演錢志明。

### 影射歌曲
尹光:ABC小姐